# Le Lac-d'Issarlès
Le Lac-d'Issarlès là một xã ở tỉnh Ardèche, vùng Auvergne-Rhône-Alpes ở đông nam nước Pháp.